# Helix (jeu vidéo, 2008)
Pour les articles homonymes, voir Helix.
Helix est un jeu vidéo de rythme développé et édité par Ghostfire Games, sorti en 2008 sur Wii (WiiWare).

## Accueil
- Nintendo Life : 8/10[1]